# LGALS13
LGALS13‏ (Galectin 13) هوَ بروتين يُشَفر بواسطة جين LGALS13 في الإنسان.